# Leonardusmolen
De Leonardusmolen in het Limburgse plaatsje Maasbracht is een beltmolen die tussen 1864 en 1867 gebouwd werd en tot 1947 als windaangedreven korenmolen dienstdeed.
Na in 1946 wat oorlogsschade te hebben opgelopen door granaatinslagen dicht bij de romp die echter hersteld werd, raakte de molen in 1947 nogmaals zwaar beschadigd toen het ashuis van de bovenas afbrak nadat de buitenroede was vastgeslagen op de molenberg (vermoedelijk waren door de zeer warme zomer enkele roewiggen uitdroogd en losgeraakt, waarna de buitenroede kon doorschuiven en vastlopen). Vanwege de kosten werd van reparatie afgezien en werd het maalbedrijf tot 1973 elektrisch voortgezet.
Rond 1987 begon men zich in te zetten om de ondertussen danig onttakelde molen, die door stadsuitbreiding inmiddels ruimschoots binnen de bebouwde kom was komen te liggen, weer in oude glorie te herstellen. In 1997 werd de uitwendige restauratie afgerond en op 17 juni 2000 werd de nu weer maalvaardige korenmolen officieel hernieuwd in gebruik genomen. De molen heeft nu 1 koppel maalstenen.
De molen heeft een ronde, uit baksteen opgetrokken romp met houten kap die is gedekt met dakleer en heeft een vlucht van 26,30 meter. De wieken zijn in oudhollandse vorm in 1992 vervaardigd door "Derckx" en de gietijzeren bovenas met een lengte van 5,53 meter werd in 1877 door "De Prins van Oranje" gemaakt voor de voormalige Oranjemolen in Lewedorp die in 1973 werd onttakeld. De molen is voorzien van een Engels kruiwerk met 30 rollen en kruilier en een Vlaamse vang (vangtrommel). De hoogte van de belt is 2,90 meter.